# August Achtenhagen
August Achtenhagen (Berlino, 22 agosto 1865 – Potsdam, 3 agosto 1938) è stato un pittore tedesco.

## Biografia
Studiò all'Accademia di belle arti di Berlino, dove fu allievo di Eugen Bracht. Oltre che pittore, fu insegnante e ceramista.

## Galleria d'immagini

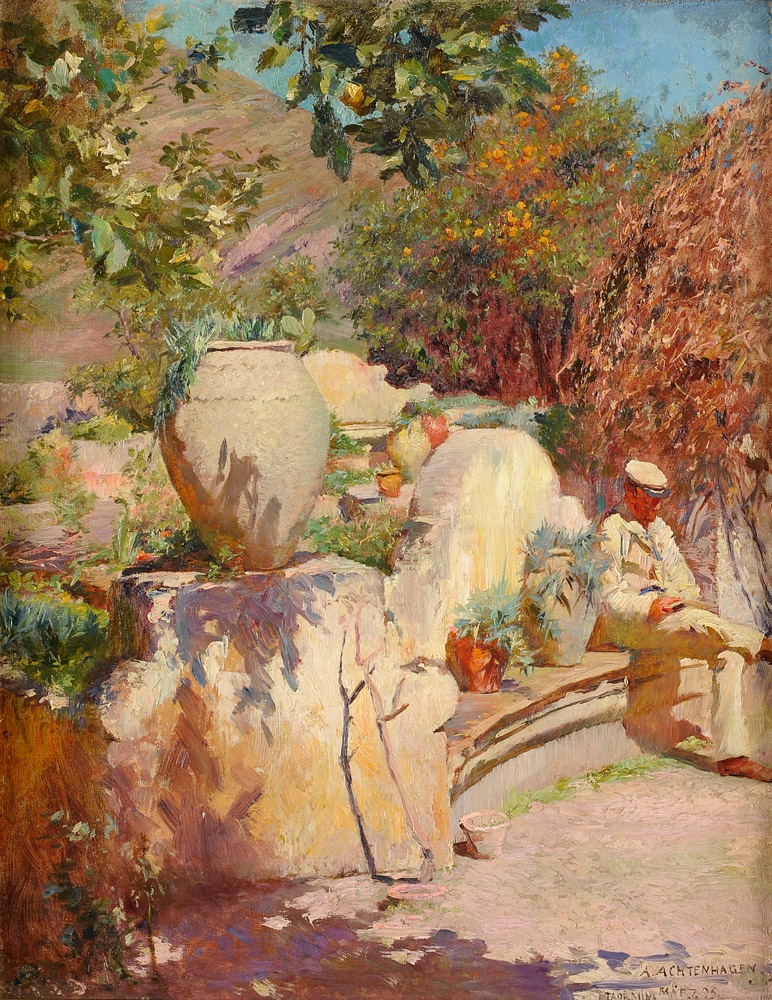
Taormina, 1895
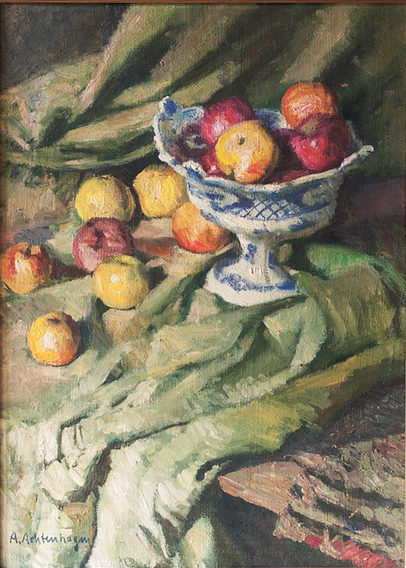
Natura morta con frutta, 1910
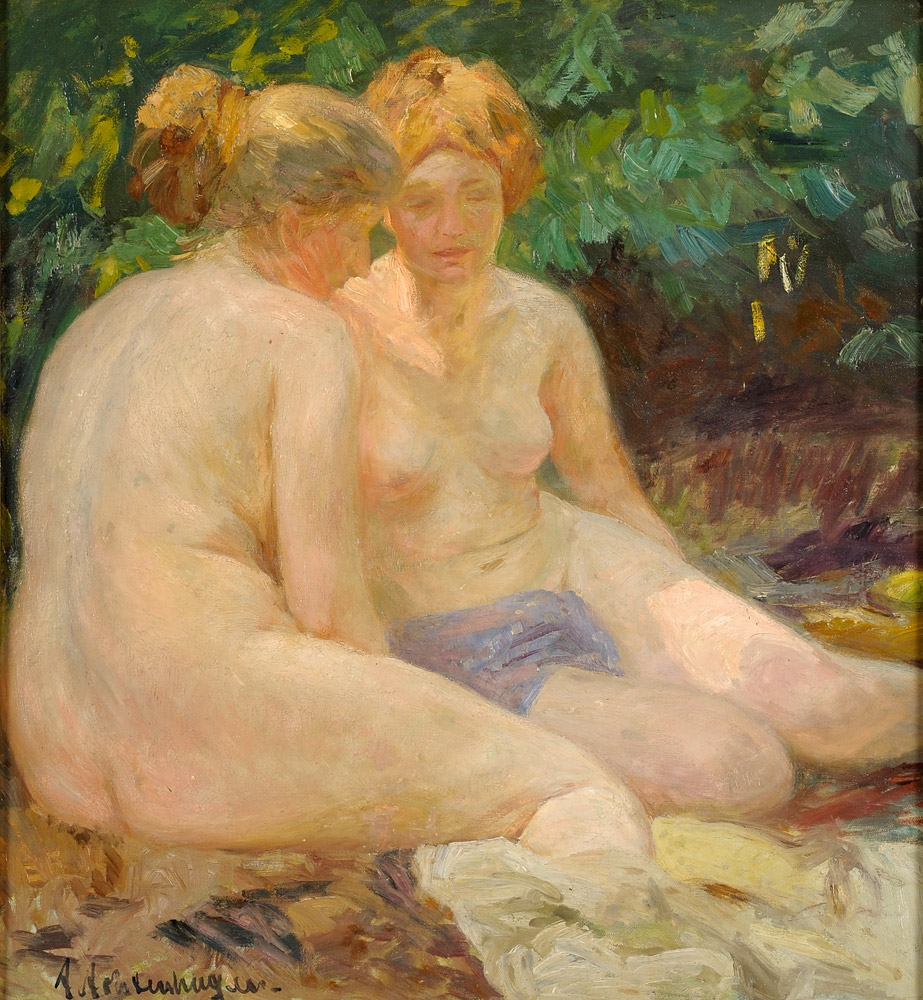
Un pomeriggio al lago
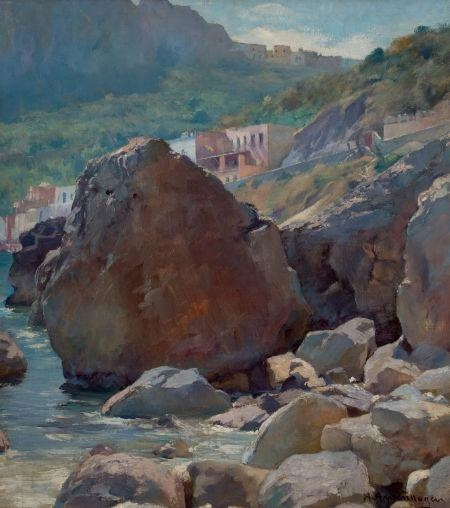
Città e scogliera